# Kurt Seyit ve Şura
Kurt Seyit ve Şura est une série télévisée dramatique turque de 21 épisodes de 90 minutes d'après le roman homonyme de Nermin Bezmen, diffusée entre le 4 mars et le 20 novembre 2014 sur la chaîne Star TV.
En France, la première saison de la série est disponible sur Netflix en version originale sous-titrée. Elle reste inédite dans les autres pays francophones.

## Synopsis
Seyit, un lieutenant tatare de Crimée engagé dans l’armée impériale russe et Şura (Alexandra), une jeune noble russe, vivent un amour interdit. Les premiers épisodes ont lieu à Petrograd, l’ancien nom de Saint-Pétersbourg. Le père de Seyit, un colonel à la retraite, lui a fait promettre d’épouser une Turque pour reprendre le domaine familial situé en Crimée après la guerre. 
Şura, une jeune femme fragile et naïve, est à Petrograd avec sa sœur Tina pour accompagner son père malade en convalescence. 

## Distribution

### Acteurs principaux
- Kıvanç Tatlıtuğ : Kurt Seyit Eminof
- Farah Zeynep Abdullah (tr) : Şura - Alexandra Verjenskaya
- Fahriye Evcen : Murka/Mürüvvet (saison 2)
- Birkan Sokullu (tr) : Petro Borinsky
- Ushan Çakır (tr) : Celil Kamilof
- Seda Güven (tr) : Valentina Verjenskaya
- Aslı Orcan (tr) : Barones Lola (saison 1)
- Demet Özdemir : Alya/Ayla (saison 2)
- Elçin Sangu (tr) : Güzide (saison 2)

### Acteurs secondaires
- Melissa Aslı Pamuk : Ayşe
- Serdar Gökhan : Mirza Mehmet Eminof (saison 1)
- Şefika Tolun : Zahide Eminof (saison 1)
- Oral Özel : Mahmut Eminof
- Barış Alpaykut (tr) : Osman Eminof (saison 1)
- Zerrin Tekindor : Nermin Bezmen/Emine
- Tolga Savacı (tr) : Ahmet Yahya